# 金刚不坏
是2007年美国剥削惊悚片，由昆汀·塔伦蒂诺编剧、执导、摄影。影片讲述了寇特·羅素飾演的特技演員在一场预先安排好的车祸中利用“金刚不死”特技车杀害一名年轻女子的故事。演出阵容还包括罗莎里奥·道森、范妮莎·费丽托、乔丹·莱德、罗丝·麦高恩、西德妮·塔米娅·波蒂尔、崔西·汤姆斯和瑪麗·伊莉莎白·文斯蒂德，特技女演员佐伊·贝尔在片中本色出演。影片致敬了1970年代的砍杀、剥削和肌肉车电影。
影片作为《刑房系列电影》的作品，与罗伯特·罗德里格兹的《索女·喪屍·機關槍》一同以连映形式在美国剧院上映，重塑在“刑房”电影院观看剥削电影连映的复古体验。而美国海外地区则单独发行两部电影，影片的DVD于2007年9月18日正式在美国销售。本片亦入選第60屆坎城影展正式競賽單元。

## 剧情
艾琳、珊娜和电台DJ“丛林”朱莉亚·卢凯三个好朋友行驶在德克萨斯州奥斯丁的国会大道，去给朱莉亚庆祝生日。在酒吧里，朱莉亚表示自己在电台节目中宣布艾琳会给她免费跳膝上舞，换取她称呼艾琳“蝴蝶”、给她买酒，外加朗诵诗歌《雪夜林地小驻有感》。年迈的好莱坞特技替身迈克·麦凯跟着几位女生来到酒吧，要她们跳膝上舞。艾琳有些怀疑，她早些时候看到过迈克的车子，不过迈克还是说服艾琳给他跳舞。
女孩们带着好朋友露娜离开。朱莉亚的老同学帕姆接受迈克送他回家的邀请。迈克用装有防滚架的好莱坞特技车载帕姆，告诉她这辆是“金刚不死车”（Death-proof），但是车上能逃过一死的只有司机。迈克一番加速后猛踩刹车，帕姆一头撞在仪表盘上，当场死亡。迈克之后追上其他女孩，高速撞翻她们的车，杀死了她们。迈克毫发未损。麦格劳警长认为迈克有意杀害几位女子，但由于迈克开车时处于清醒状态，几位女子正醉酒，所以没有指控他。
14个月后，阿伯纳西·罗斯、金·马蒂斯和李·蒙哥马利三个妙龄女子行驶在田纳西州黎巴嫩。迈克在车里看到三人在一家便利店停车。三人到店里接刚下飞机的特技演员佐伊·贝尔，这时迈克毫不掩饰地在拍照。佐伊告诉她们，她想去试驾在附近出售、和1971年电影《粉身碎骨》同款的1970款道奇挑战者。阿伯纳西让性感的色情明星李留下来，车主让她们在无人看管的情况下试车。
佐伊和阿伯纳西与李玩了一个他们行话叫“船桅”（Ship's Mast）的游戏，用带子把自己我车子绑在一起，蹲在引擎上冲浪，期间金给车子加速。金犹豫片刻后同意了。三人很享受这个特技，没有意识到迈克正跟踪他们。迈克撞上汽车后侧，佐伊和阿伯纳西身上的带子意外掉落。连番追撞后，迈克来了一记侧撞，佐伊直接被抛出引擎盖。金朝迈克的左肩开枪，迈克跳车逃跑。阿伯纳西和金以为好友逝世而哭泣，但佐伊最终毫发未损出现。三人决定追上迈克干掉他。
迈克在小路上停车，用威士忌处理伤口。女孩们从后方高速追撞。佐伊离开车子，用铁管打他，他一番抵抗后再度逃跑。经过漫长的追逐，女孩们将迈克的车撞翻。她们将迈克从残骸中拖出，將他毆打致死。

## 阵容
- 寇特·羅素 饰 特技演员迈克·麦凯（Stuntman Mike McKay）
- 佐伊·贝尔（英语：Zoë Bell） 饰 自己
- 罗莎里奥·道森 饰 阿伯纳西·罗斯（Abernathy Ross）
- 范妮莎·费丽托（英语：Vanessa Ferlito） 饰 “蝴蝶”艾琳（Arlene/Butterfly）
- 西德妮·塔米娅·波蒂尔（英语：Sydney Tamiia Poitier） 饰 “DJ丛林”朱莉亚·卢凯（Jungle Julia Lucai）
- 崔西·汤姆斯（英语：Tracie Thoms） 饰 金·马蒂斯（Kim Mathis）
- 罗丝·麦高恩 饰 帕姆（Pam）
- 乔丹·莱德（英语：Jordan Ladd） 饰 珊娜（Shanna）
- 瑪麗·伊莉莎白·文斯蒂德 饰 李·蒙哥马利（Lee Montgomery）
- 昆汀·塔伦蒂诺 饰 沃伦（Warren）
- 马茜·哈里尔（英语：Marcy Harriell） 饰 马茜（Marcy）
- 艾利·羅斯 饰 多夫（Dov）
- 奥马尔·多姆（英语：Omar Doom） 饰 内特（Nate）
- 迈克尔·巴考尔（英语：Michael Bacall） 饰 奥马尔（Omar）
- 莫妮卡·斯塔格斯（英语：Monica Staggs） 饰 露娜·弗兰克（Lanna Frank）
- 乔纳森·拉夫兰（英语：Jonathan Loughran） 饰 杰斯珀（Jasper）
- 迈克尔·帕克斯（英语：Michael Parks） 饰 德州巡警麦格劳伯爵（Texas Ranger Earl McGraw）
- 詹姆斯·帕斯（英语：James Parks (actor)） 饰 巡警埃德加·麦格劳（Ranger Edgar McGraw）
- 瑪莉·雪登 饰 达科塔·布洛克医生（Dr. Dakota Block）

## 制作
影片的剧情源于昆汀·塔伦蒂诺对特技演员驾驶特技车时使用“免死”（Death-proof）的技巧，确保从骇人的高速车祸和撞车中幸存下来。这启发塔伦蒂诺打造一部砍杀电影，剧中疯狂的特技演员会开着他的“金刚不坏”车跟踪和谋杀性感妙龄女子。塔伦蒂诺回忆：“我认为我不能打造一部直截了当的砍杀电影，因为除了女囚犯电影，没有比它还要僵化的流派了。所以，如果你想打破成规的话，就真的不要那样做拍了。这种电影是无机的，所以我想到，不如就套用砍杀电影的结构，做我想做的东西。我的版本会是一团糟而且脱节，但它似乎用了砍杀电影的结构，希望这能让你觉得新鲜。”
罗伯特·罗德里格兹表示，他一跟塔伦蒂诺讨论这部电影，对方马上就有了电影的概念和全副想法。他先聊了剧情，说“金刚车会出现在电影中”，罗德里格兹就说“那你就得叫他《免死》”，表示自己给电影起名字，没想到结果真是这个。至于追车戏，塔伦蒂诺认为电脑成像得来的汽车特技对他而言毫无意义，不可能令人印象深刻：“自从我92年开始拍电影以来，出色的追车戏便再也没出现过——在我看来，最后一段精彩的追车戏是在《终结者2：审判日》中。《死神来了2》有一段很出彩的汽车动作戏。夹在两者间的就没有很多了。每当拍摄追车戏时，12部摄像机就会在场，拍摄用于非线性剪辑的所有角度，但我对此并不感冒，只不过是动作戏而已。”《金刚不坏》是塔伦蒂诺第一部在演职员表中列为摄影的作品。
塔伦蒂诺找来了约翰·特拉沃尔塔、威廉·達佛、約翰·馬克維奇、米基·洛克、朗·普尔曼、布鲁斯·威利斯、凱爾朋·蘇雷什·默迪和席維斯·史特龍等人试镜，但由于他们先前有约，无法参与拍摄。塔伦蒂诺在采访中表示他也打算让寇特·羅素扮演汽车特技杀手，因为“对于我们这一代人来说，他是真正的英雄......但现在，很多观众都不知道库尔特·拉塞尔能做什么。我打开报纸，看到广告说‘库尔特·拉塞尔出演《夢想奔馳》’、‘库尔特·拉塞尔出演《冰上奇迹》’，我没有贬低这几部电影的意思，但是我会想：库尔特·拉塞尔什么时候会再次出演坏人？ ”艾利·羅斯、《恐怖星球》女主角罗丝·麦高恩和塔伦蒂诺本人也出演了电影。当时正在欧洲拍摄《人皮客栈2》罗丝飞回美国拍摄他的戏份，花了一天时间。
佐伊·贝尔曾在塔伦蒂诺之前的电影《杀死比尔》中担任乌玛·瑟曼的特技替身，贝尔的演绎让塔伦蒂诺觉得震撼，于是让他出演女主角。影片是贝尔第一部银幕表演角色，最初她还以这只是个龙套。贝尔的角色改编自她的特技演员经历，其中有许多小剧情是根据她的真实经历改编的，也一些是塔伦蒂诺的经历。后来直到看到自己的名字在海报上位于库尔特·拉塞尔、罗莎里奥·道森和罗丝·麦高恩的对面，才知道自己的角色有多么重要。
为了打造1970年代刑房电影的质感，影片采用了许多非常规技术。整部影片故意对胶片进行破坏，使得影片和1970年代的许多剥削电影一样，因为在不同的电影院之间来回搬运，导致胶片一般会不成原样。其中一个明显的例子是影片开头故意采用了跳剪技术，当时影片标题《Quentin Tarantino's Thunderbolt》出现还不够一秒钟，就突然被白纸黑字的标题《Death Proof》插入中断。
塔伦蒂诺这样回应影片的剪辑：“我的版本和在《刑房》连映的版本会有一个半小时的差别......我好像一位残酷的美国剥削影片发行人，几乎把这部电影剪成不连贯的地步。我切去了它的骨头，抽掉全部脂肪，看它还能不能保持原状，结果奏效了”。127分钟的原始版于第60屆坎城影展主竞赛单元放映。塔伦蒂诺表示连映的效果很出色，全世界看到未修改的《金刚不坏》让他非常兴奋：“这会是所有人第一次看到《金刚不坏》的原样，包括我自己。”

## 原声带
影片原声带均为非原创音乐，其中有多首出自其他影片。原声带于2007年4月3日随《恐怖星球》原声带发布。两张专辑均包括影片的对白段落。
| 評論得分        | 評論得分 |
| 來源            | 評分     |
| --------------- | -------- |
| Allmusic        | [ 14 ]   |
| Empire          | [ 15 ]   |
| Pitchfork Media | (6.8/10) |
| Rolling Stone   | [ 17 ]   |

### 曲目列表
| 曲序 | 曲目                                              | 词曲                                    | 演唱                                        | 时长 |
| ---- | ------------------------------------------------- | --------------------------------------- | ------------------------------------------- | ---- |
| 1.   | The Last Race（电影《巨人村》（1965）配乐）       | 尼采                                    | 杰克·尼采                                   | 2:39 |
| 2.   | Baby It's You（1969）                             | 伯特·巴卡拉克、迈克·大卫、巴尼·威廉姆斯 | 史密斯乐队                                  | 3:23 |
| 3.   | Paranoia Prima（电影《九尾怪猫》（1971）配乐）    | 莫里科内                                | 恩尼奥·莫里科内                             | 3:19 |
| 4.   | Planning & Scheming（对白音轨）                   | 塔伦蒂诺                                | 艾利·羅斯 饰 多夫 迈克尔·巴考尔 饰 奥马尔   | 1:00 |
| 5.   | Jeepster（1971）                                  | 馬克·波倫                               | 暴龍樂團                                    | 4:09 |
| 6.   | Stuntman Mike（对白音轨）                         | 塔伦蒂诺                                | 罗丝·麦高恩 饰 帕姆 寇特·羅素 饰 特技人迈克 | 0:19 |
| 7.   | Staggolee（1970）                                 | 约翰·迈克尔·希尔、查理·艾伦             | 太平洋电气乐队                              | 3:50 |
| 8.   | The Love You Save (May Be Your Own)（1966）       | 德克斯                                  | 乔·德克斯                                   | 2:56 |
| 9.   | Good Love, Bad Love（1966）                       | 阿尔维提斯·伊斯贝尔、弗洛伊德           | 埃迪·弗洛伊德                               | 2:11 |
| 10.  | Down in Mexico（1956）                            | 杰里·莱伯与迈克·斯托勒                  | 贸易船组合                                  | 3:22 |
| 11.  | Hold Tight!（1966）                               | 肯·霍华德、艾伦·布莱克利                | Dave Dee, Dozy, Beaky, Mick & Tich          | 2:47 |
| 12.  | Sally and Jack（电影《凶线》（1981）配乐）        | 多纳焦                                  | 皮诺·多纳焦                                 | 1:25 |
| 13.  | It's So Easy（电影《虎口巡航》（1980）配乐）      | 威利·德维尔                             | 明科·德维尔                                 | 2:10 |
| 14.  | Whatever-However（对白音轨）                      | 塔伦蒂诺                                | 崔西·汤姆斯 饰 金 佐伊·贝尔 饰 自己         | 0:36 |
| 15.  | Riot in Thunder Alley（电影《雷巷》（1967）配乐） | 理查德·波多洛                           | 埃迪·贝拉姆                                 | 2:04 |
| 16.  | Chick Habit（1995）                               | 赛日·甘斯布、爱丽普尔·玛奇              | 爱丽普尔·玛奇                               | 2:07 |

下列额外歌曲未收录于原声带：
1. 〈Violenza Inattesa〉 — 恩尼奥·莫里科内
2. 〈Gangster Story〉 — 圭多与毛里齐奥·德·安吉利斯（英语：Guido & Maurizio De Angelis）
3. 〈Italia a Mano Armata (main theme)〉 — 佛朗哥·麦卡利齐（英语：Franco Micalizzi）
4. 〈La polizia sta a guardare (main theme)〉— 斯泰尔维奥·西普里亚尼（英语：Stelvio Cipriani）
5. 〈Laisse Tomber Les Filles（英语：Laisse Tomber Les Filles）〉（〈Chick Habit〉法语原版） — 爱丽普尔·玛奇（英语：April March）
6. 〈Funky Fanfare〉 — 基思·曼斯菲尔德（英语：Keith Mansfield）
7. 〈Twisted Nerve〉 — 伯纳德·赫尔曼

## 发行
影片随《索女·喪屍·機關槍》以《刑房系列电影》的名义在美国和加拿大影院连映，在海外以加长版形式分别发行。加长版新增附带“缺少卷轴”标题卡提示的多个美国影院发行版未出现的片段，包括膝上舞镜头，总共增加27分钟的镜头。2007年8月20日，影片在愛丁堡國際電影節首映，佐伊·贝尔出席首映礼。
影片的荷兰版海报以作品吸收罗伯特·罗德里格兹作品“未来概念”为卖点。影片于2007年9月21日在英国发行，2007年11月1日在澳大利亚发行。塔伦蒂诺解释在海外分开发行的原因：“非英语国家没有这个传统......他们不懂刑房的真正含义，没有连映传统，所以这就要你教他们一些新东西了。”

## 评价

### 专业评价
《金刚不坏》获得总体上褒贬不一的评价，烂番茄评论41条，平均得分5.72/10，新鲜度63%。网站共识写道：“《金刚不坏》跟塔伦蒂诺的大制作相比可能显得微不足道，但就其自身有点来说，影片就好像打包了足量的猛料，打造辛烷值足够高的磨房产物。”法国電影杂志《電影筆記》中將影片列为2007年度十佳第二名的位置。
《帝国杂志》给出4/5星的正面评价，指影片如同“塔伦蒂诺受人影响开野车”，“非常有娱乐性”。英国广播公司的安娜·史密斯（Anna Smith）表示，尽管影片给人带来欢乐，但受限于过时、低成本的电影制作风格，或许在这种情况下谈论这种流派的缺点未免过于苛刻。她给出了3/5星的评价。罗杰·伊伯特给予《刑房》系列2.5/4星，表示尽管《金刚不坏》是阵容中最令人赏心悦目的一部分，但仍然被冗长的说明性对话场景所破坏。
《卫报》的彼得·布拉德肖很欣赏追车戏，称之为“娱乐人的疯狂咆哮”，但也认为影片充斥着“充斥很长很长的诡异的对话”，或许是《落水狗》和《低俗小说》出色的即兴表演的伟大降临，总体而言，“塔伦蒂诺扭曲的才能是大家有目共睹的——不过，现在必须得承认，（这种才华）太过昙花一现了。”塔伦蒂诺在一场导演圆桌会中表示：“《金刚不坏》是我所创作的电影中最差的一部。就左撇子电影而言，它还不算糟糕，对吧？所以如果那是我拍过的最差劲的电影，我觉得还好。”

### 家用媒体
影片加长版两碟装DVD于2007年9月18日在美国发行，除了加长版影片外，还包括选角纪录片、各种肌肉车展示、塔伦蒂诺与剪辑师萨莉·门克的恋情、预告片、各国海报图集。内容一致的蓝光光盘于2008年12月16日发行。
日本版六碟装DVD包括了两部《刑房》电影、附加片段和恶搞预告片，可切换日文和英文字幕。德国版HD DVD于2008年12月15日发行，据信是最后一部以该模式发行的影片。
两部《刑房》电影的蓝光版最终于2010年10月发行。